# Melbourne Zoo
Koordinaten: 37° 47′ 5″ S, 144° 57′ 8″ O

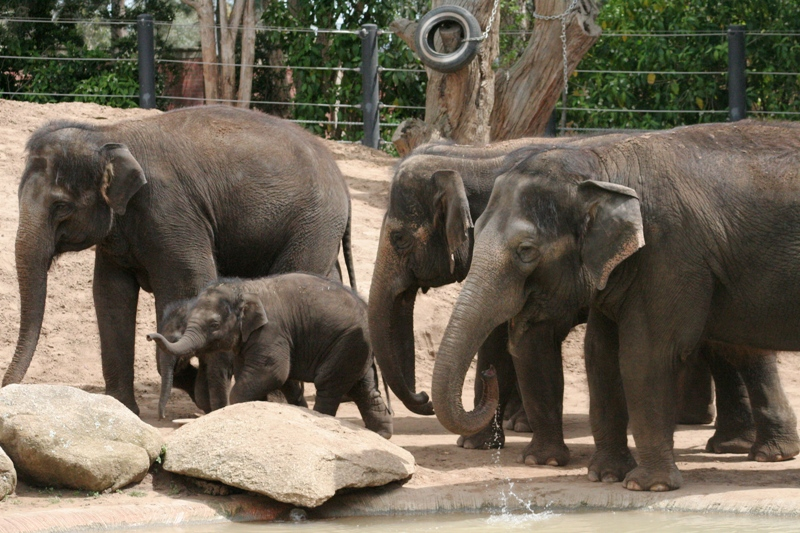
Anlage für Asiatische Elefanten

Der Melbourne Zoo ist der Zoo von Melbourne im australischen Bundesstaat Victoria. Der Tierpark ist Mitglied der Zoo and Aquarium Association Australasia (ZAA) und der World Association of Zoos and Aquariums (WAZA).

## Geschichte
Der Melbourne Zoo wurde 1862 auf einer Fläche am Yarra River eröffnet, die gegenüber den Botanischen Gärten lag. Es zeigte sich, dass dieser Standort zu feucht für die meisten Tiere war, weshalb ein Standortwechsel zu einer höher gelegenen Stelle im Royal Park vorgenommen wurde. Das Layout des Melbourne Zoos wurde in wesentlichen Elementen dem Londoner Zoo nachgebildet. Zunächst wurden die neuen Tiere in alten Zirkuskäfigen, Holzhäusern, einer Bärengrube und Volieren untergebracht. In den 1890er Jahren begann der Zoo mit dem Bau von gemauerten Tierhäusern. Zwischen 1864 und 1931 lebten im Zoo auch mehrere der inzwischen ausgestorbenen Beutelwölfe (Thylacinus cynocephalus). 1934 wurde beschlossen, einen Schwerpunkt auf die australische Fauna zu legen und es wurden viele in Australien heimische Tiere angeschafft. In den 1980er Jahren begann der Zoo „bioklimatische Zonen“ zu schaffen, in denen Tiere, die in freier Wildbahn einen gemeinsamen Lebensraum teilen, auch in Gefangenschaft zusammen gruppiert wurden. Mit den im Zoo gehaltenen Asiatischen Elefanten (Elephas maximus) wurden zunächst Ritte, Rundgänge und Fototermine für die Besucher veranstaltet. Dieser für die Tiere artfremde Umgang wurde 1961 beendet. Es wurde hingegen eine neue Anlage für Elefanten (Trail of the Elephants) erstellt, die für ihre vorzügliche Ausstattung preisgekrönt wurde und einen Besuchermagneten darstellt. Der Melbourne Zoo plant für die Zukunft Programme, die sich speziell mit dem Natur- und Artenschutz sowie der Zucht gefährdeter Tierarten befassen.

## Tierbestand

### Australische Fauna
Im Melbourne Zoo werden schwerpunktmäßig Tiere, die der australischen Fauna angehören, gehalten. Großenteils sind die Arten in Australien endemisch. Dadurch soll das Interesse der Besucher für die heimische Tierwelt intensiviert werden. Gezeigt werden Säugetiere, Reptilien, Amphibien, Vögel, Fische und Insekten. Im Folgenden ist eine Bild-Auswahl der in Australien heimischen Tiere aus dem Bestand des Zoos gezeigt, die zum größten Teil in der Abteilung Australian Bush zu sehen sind:

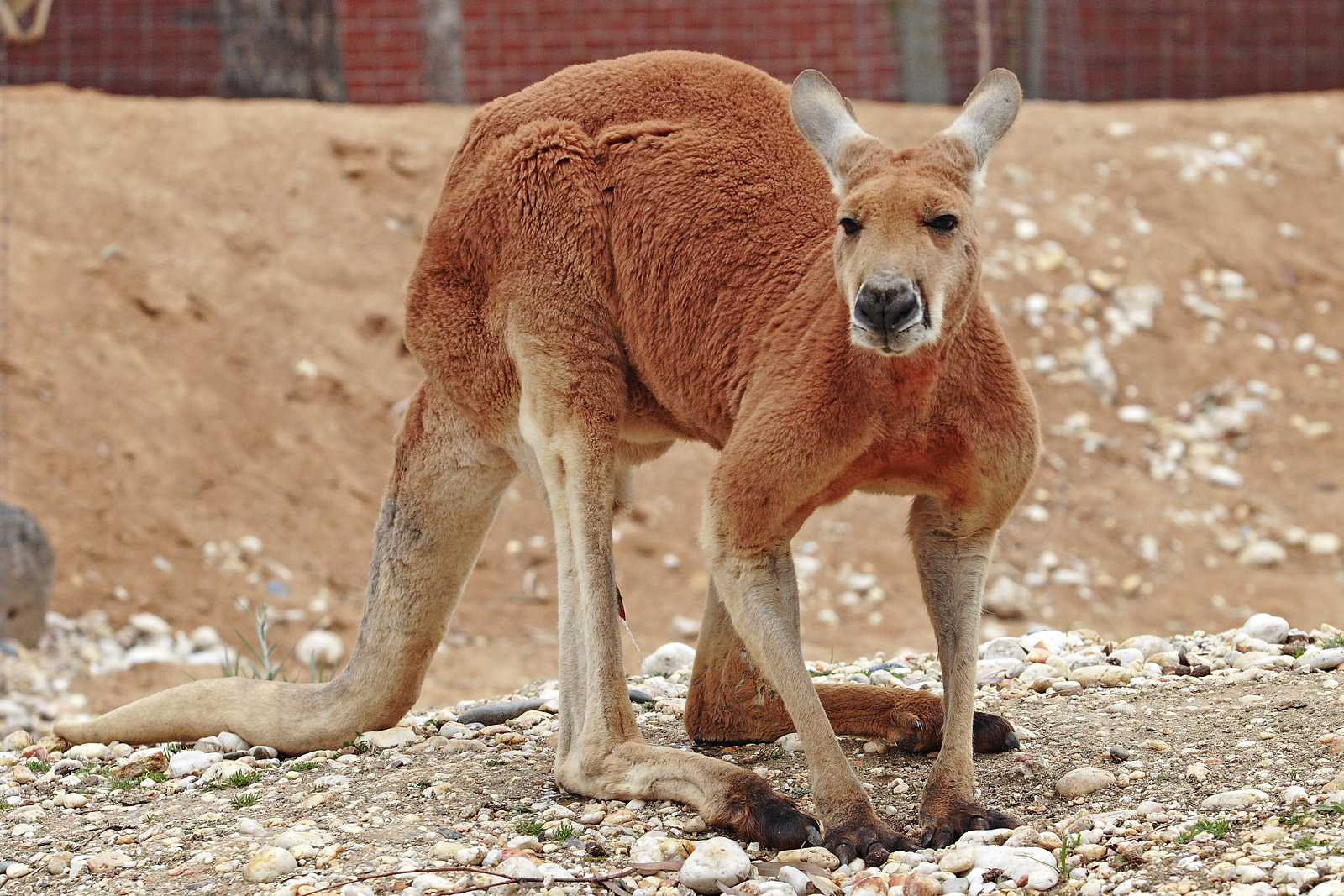
Rotes Riesenkänguru (Osphranter rufus)
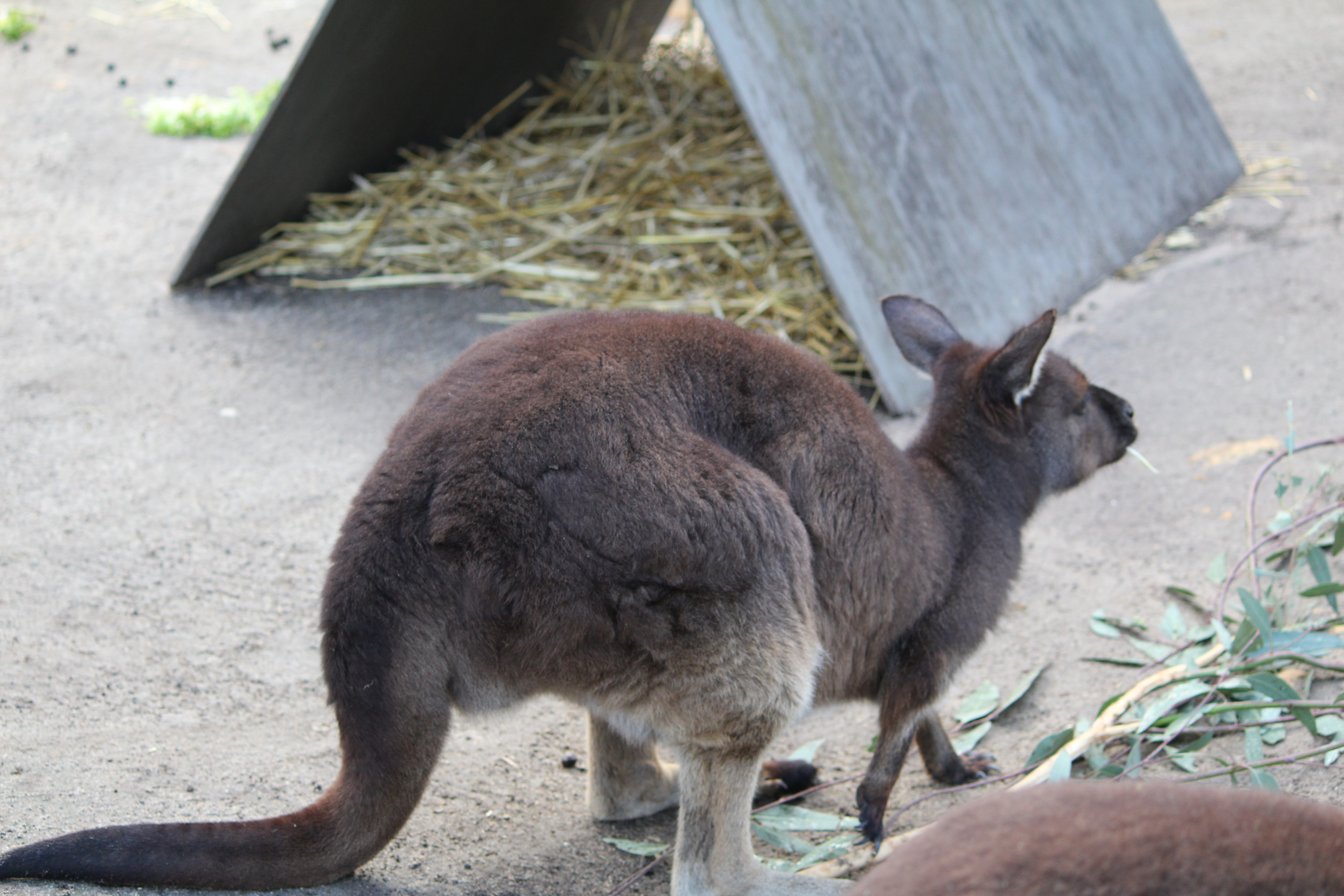
Westliches Graues Riesenkänguru (Macropus fuliginosus)
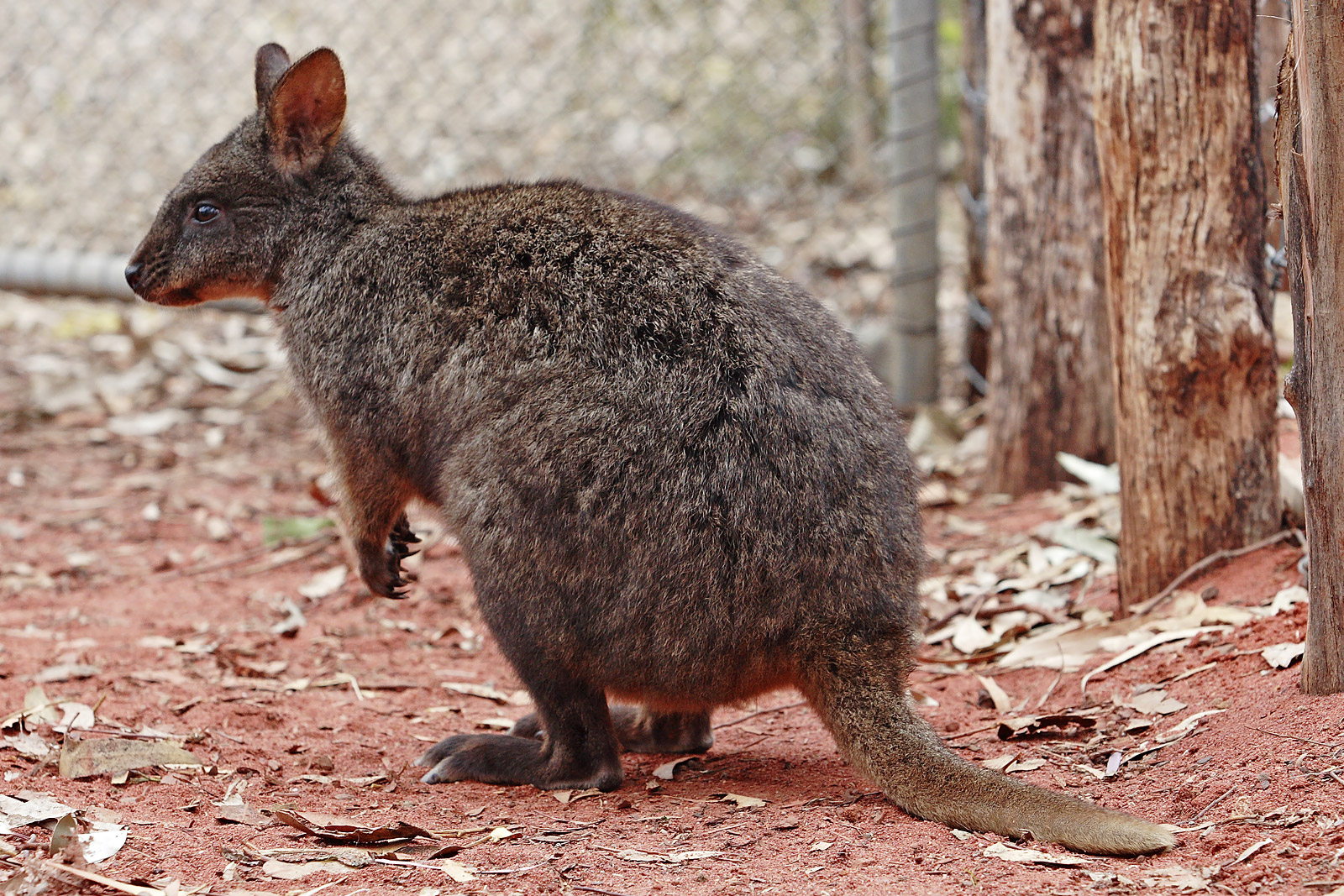
Rotbauchfilander (Thylogale billardierii)
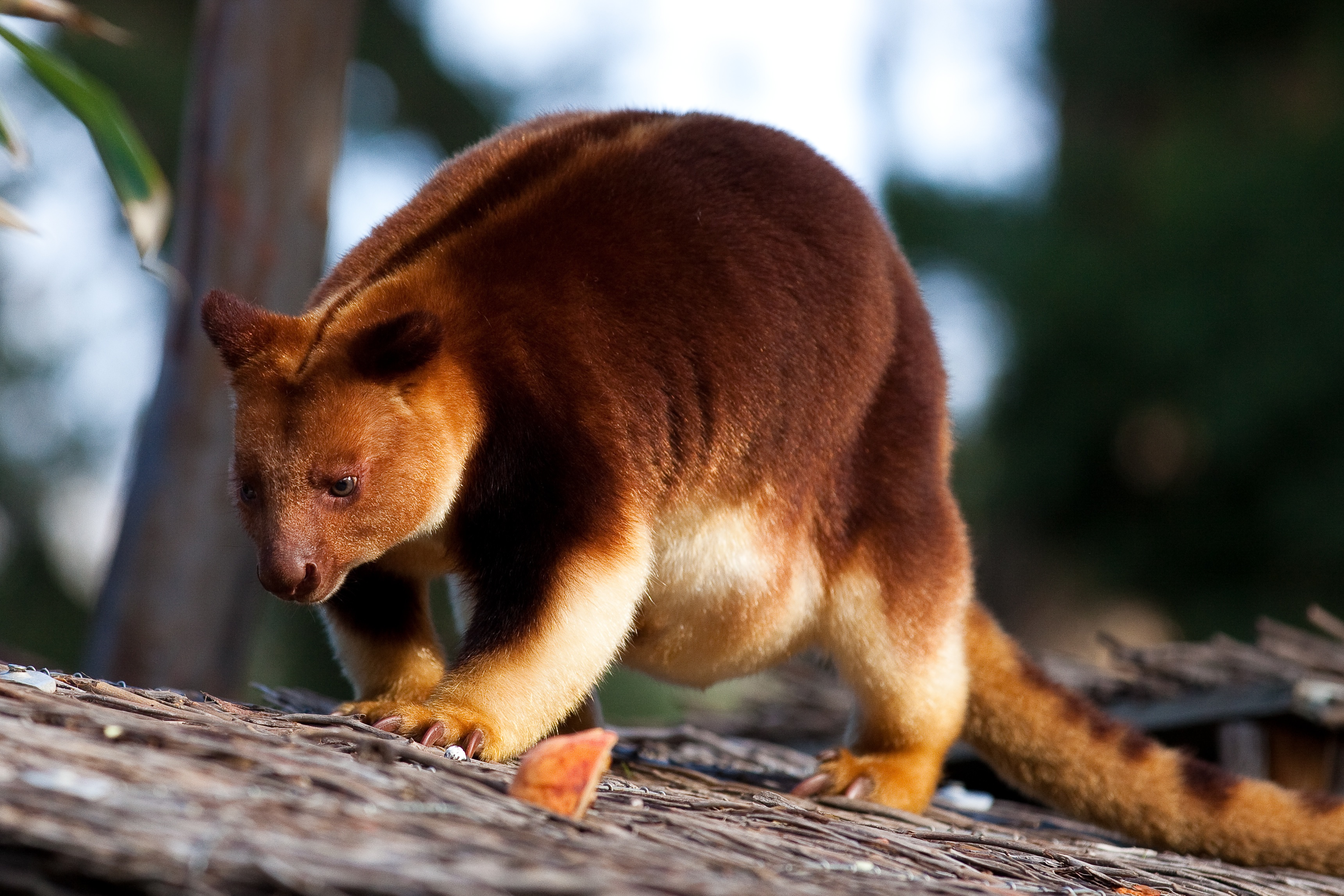
Goodfellow-Baumkänguru  (Dendrolagus goodfellowi)
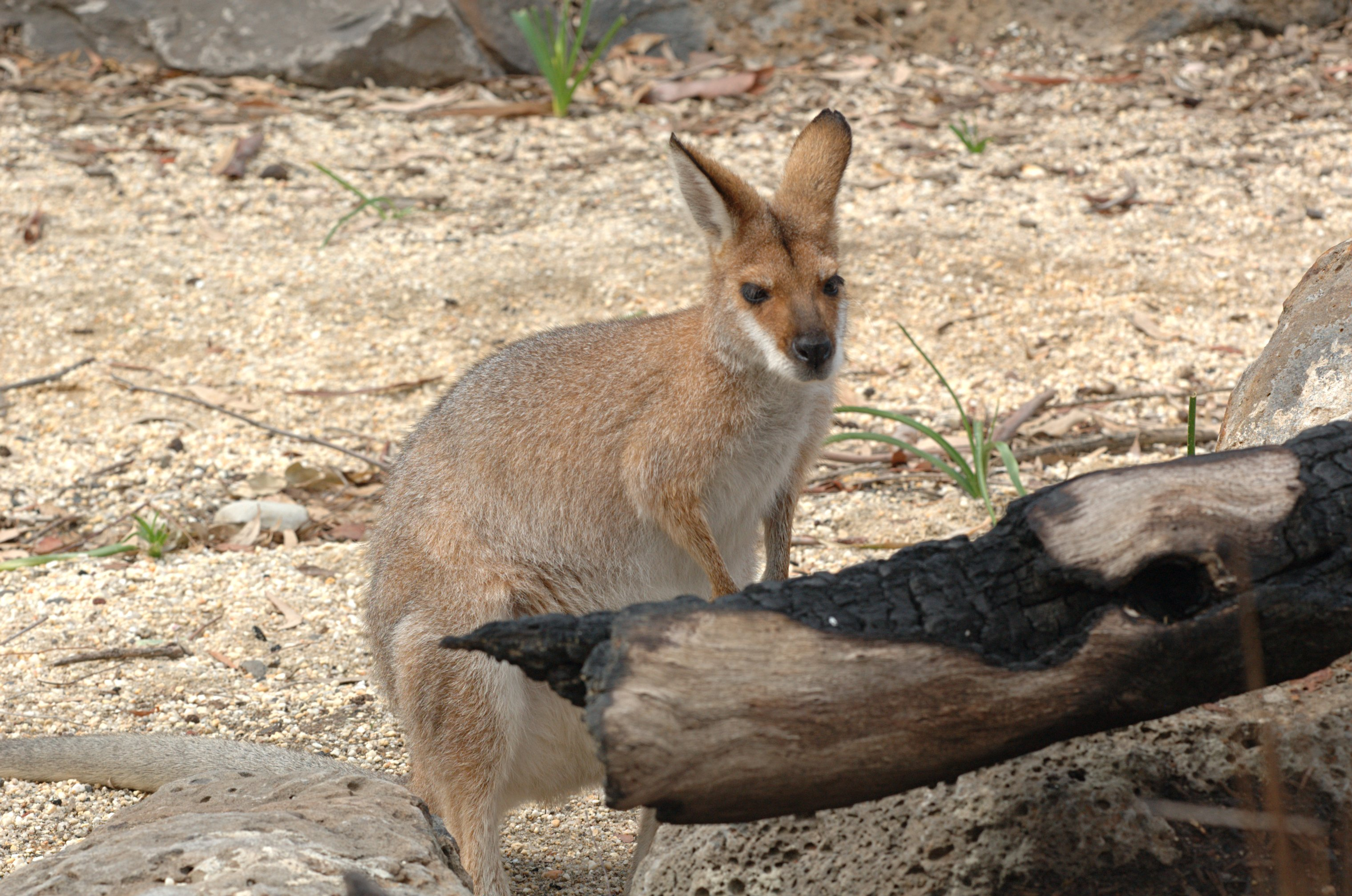
Rotnackenwallaby  (Notamacropus rufogriseus)
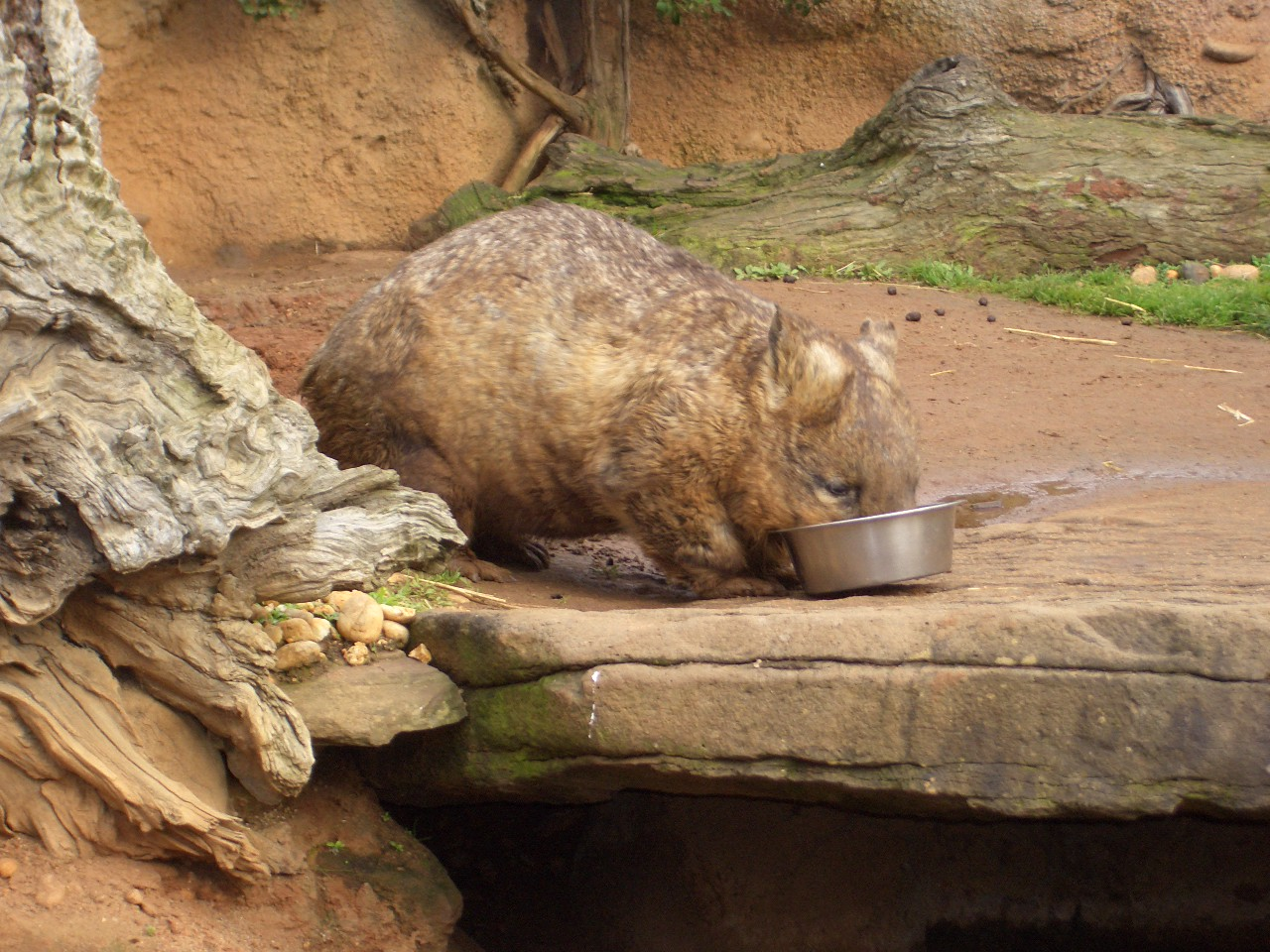
Südlicher Haarnasenwombat (Lasiorhinus latifrons)
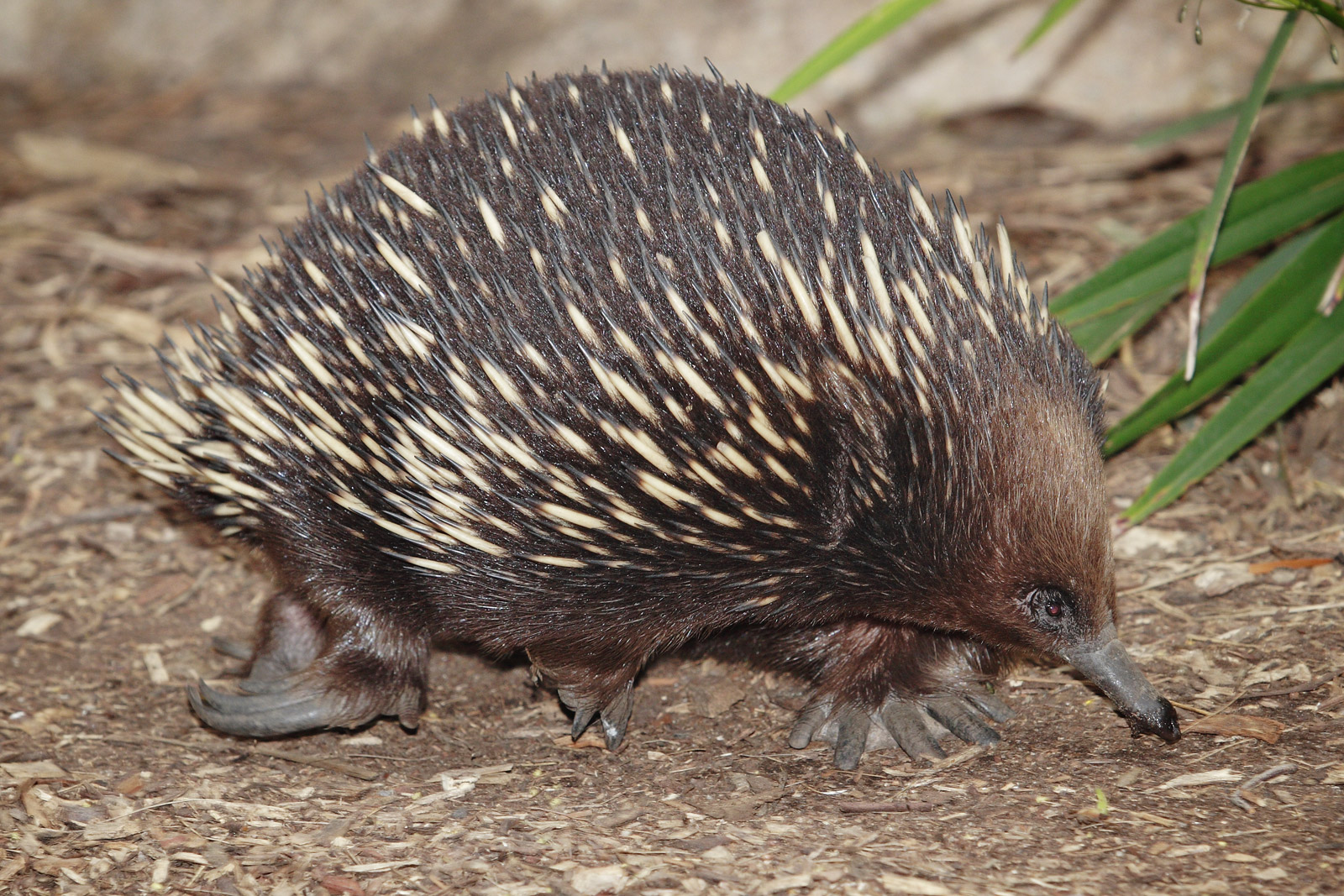
Kurzschnabel-Ameisenigel (Tachyglossus aculeatus)
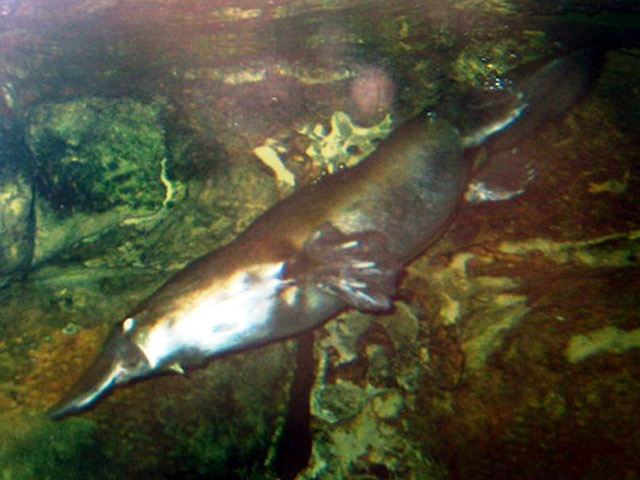
Schnabeltier (Ornithorhynchus anatinus)
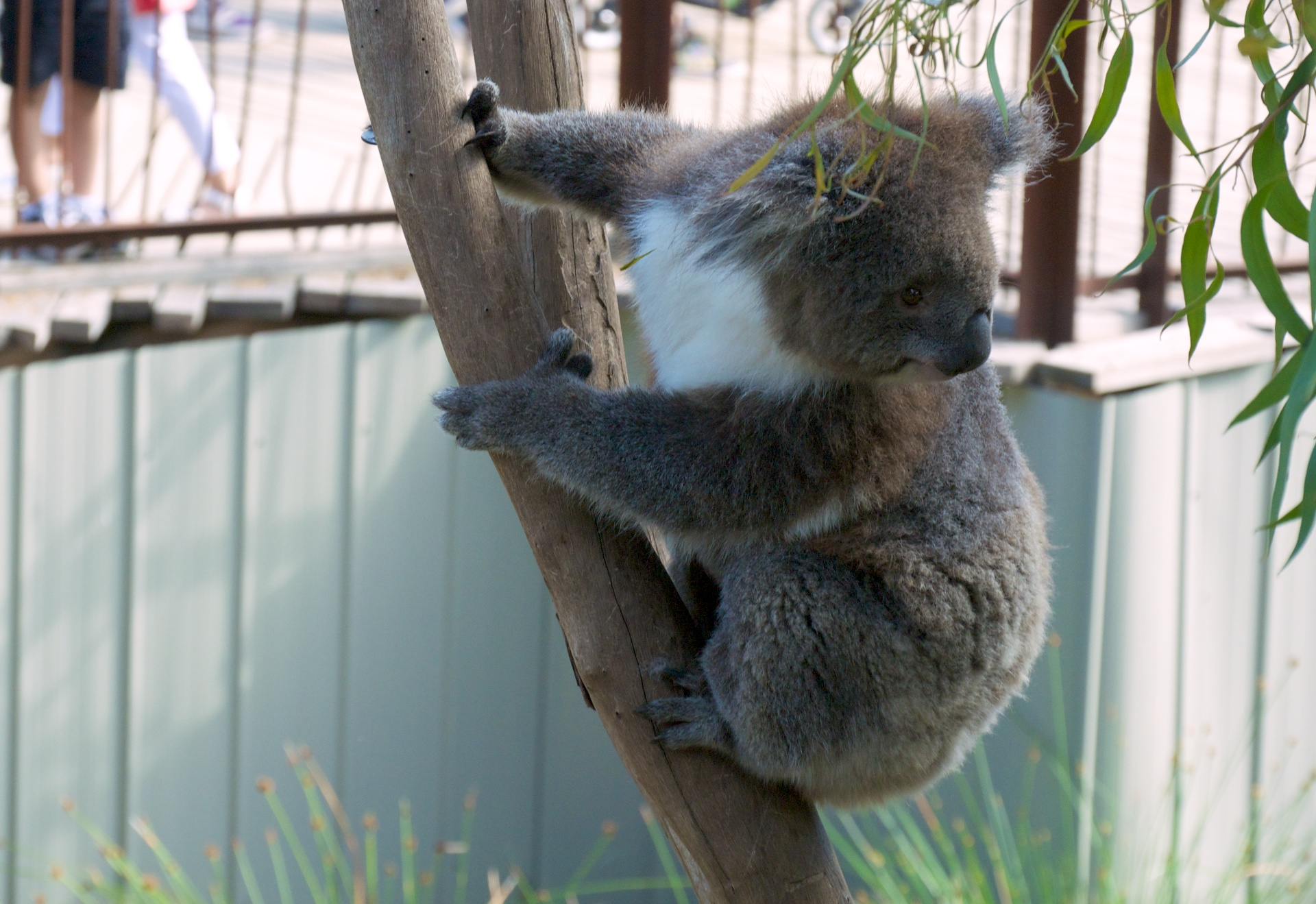
Koala (Phascolarctos cinereus)
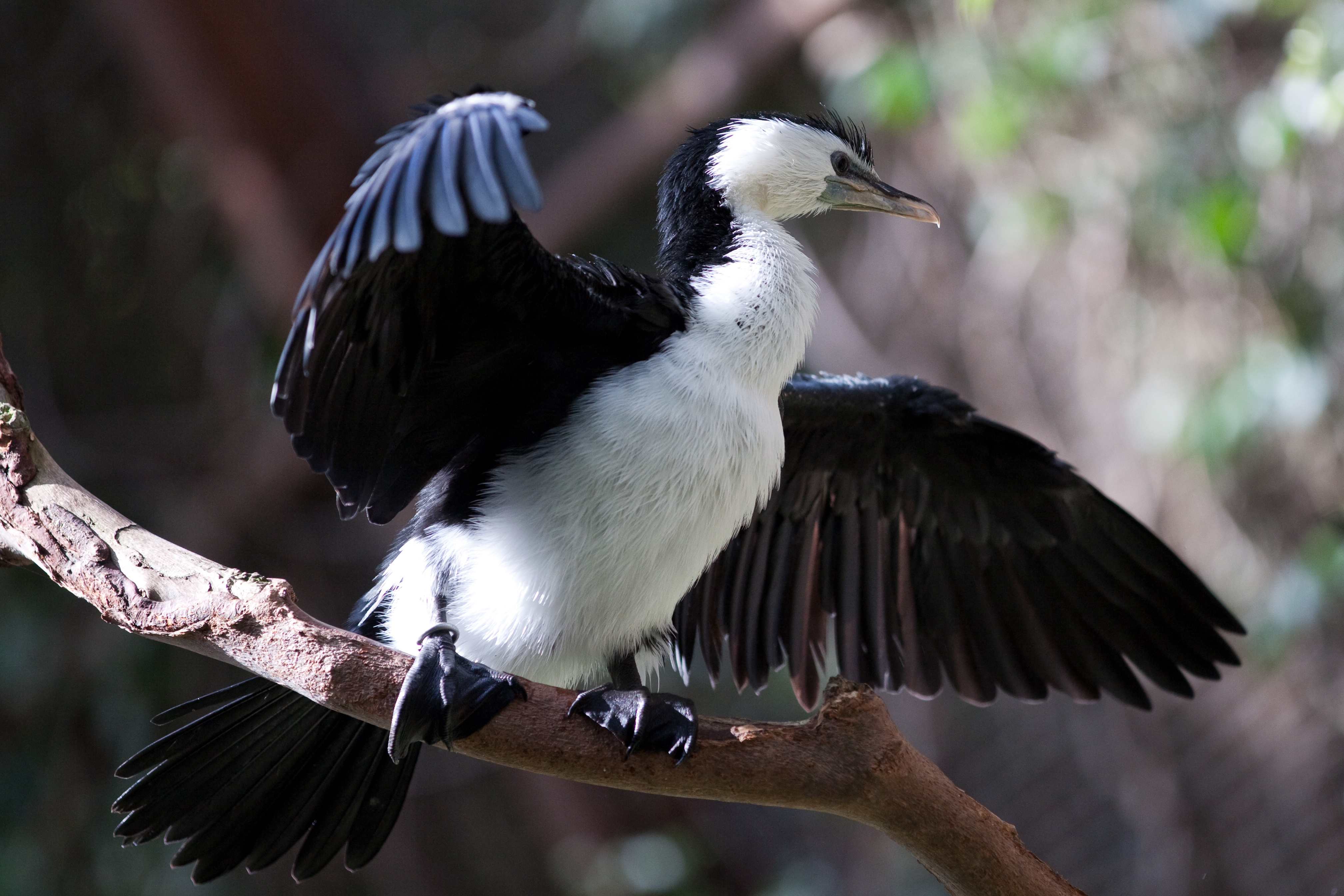
Kräuselscharbe  (Microcarbo melanoleucos)
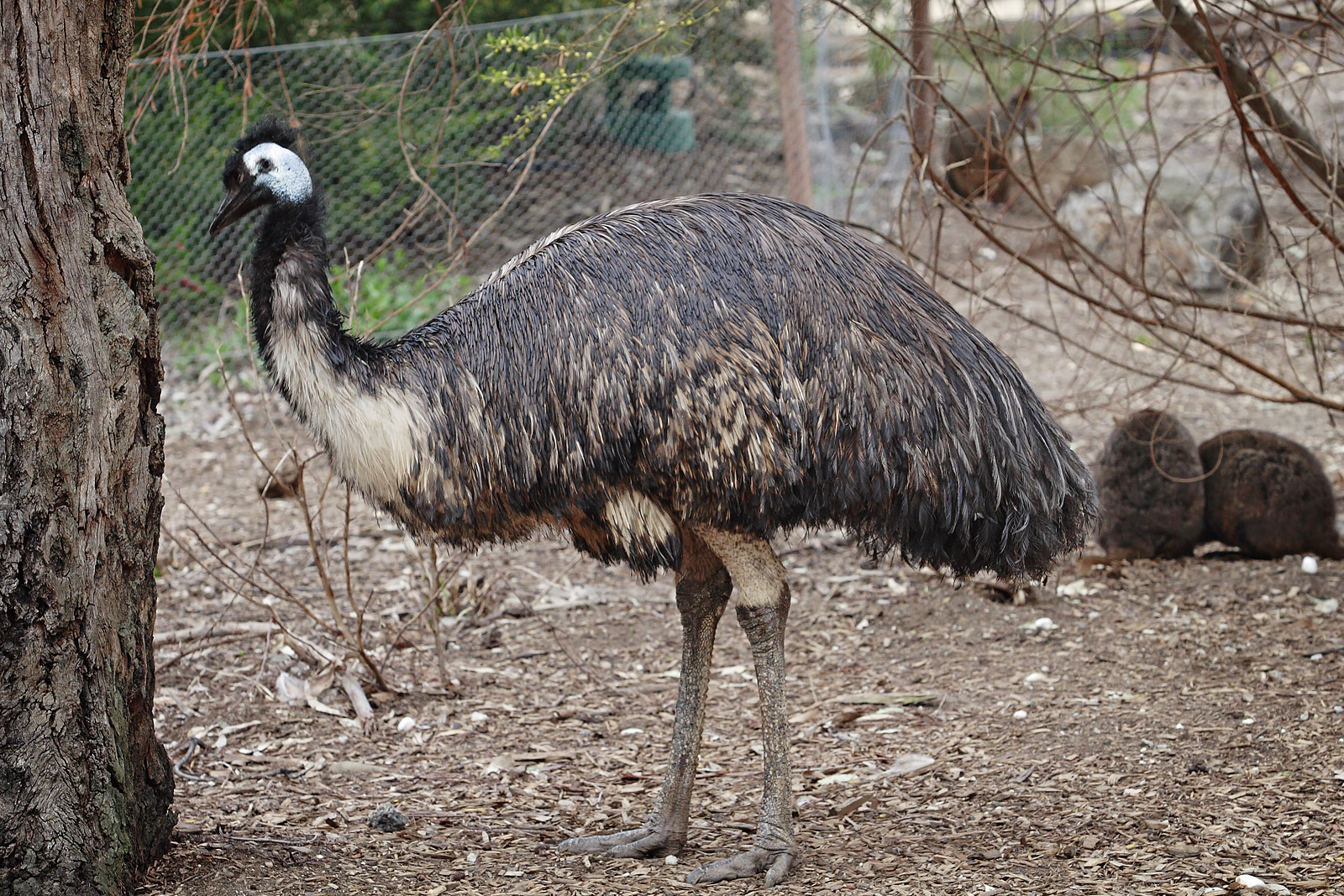
Großer Emu (Dromaius novaehollandiae)
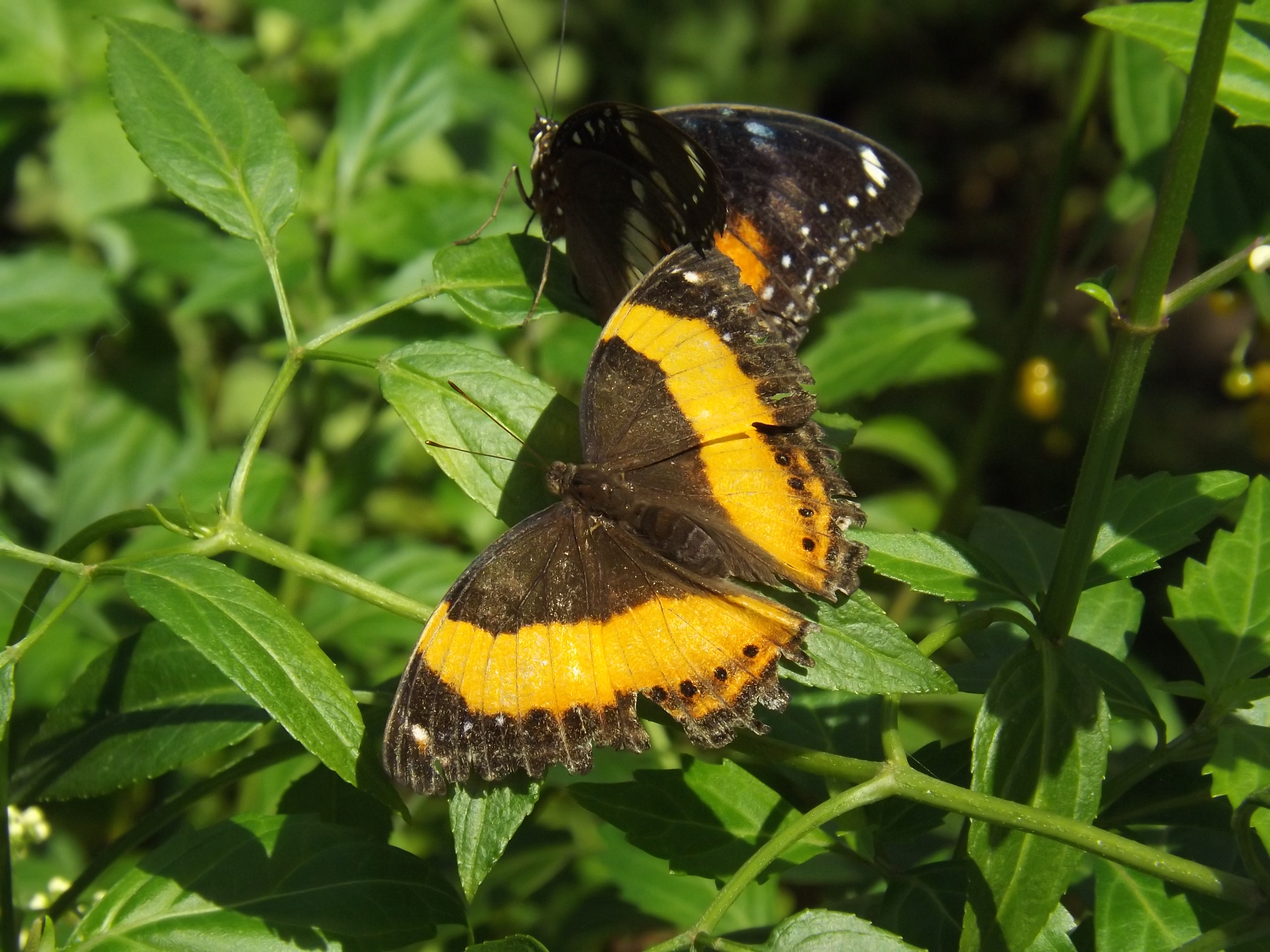
Yoma sabina

### Weitere Ausstellungsschwerpunkte
Im Melbourne Zoo wurden im Jahr 2021 insgesamt 3742 Tiere in 243 Arten gezählt. Die Anlagen im Zoo gliedern sich in mehrere große Hauptabteilungen. Außer dem zentralen Bereich Australien Bush sind weitere Abteilungen, die Gorilla Rainforst, Growing Wild (u. a. für Affenarten), Lion Gorge, Wild Sea (u. a. für Ohrenrobben) und Lakeside Area (für Wasservögel) genannt werden, angelegt. Daneben existieren einige weitere Sektionen, beispielsweise eine Freiflughalle und Volieren für Vögel, ein Haus für Reptilien und Amphibien (Abteilung Frogs and Reptiles) sowie ein Schmetterlingshaus. Afrikanische Steppenbewohner wie Giraffen, Zebras und Antilopen werden auf weiträumigen Freianlagen gehalten. Eine große Gruppe Asiatischer Elefanten mit Jungtieren ist in der Sektion Trail of the Elephants untergebracht. Nachfolgende Bild-Auswahl zeigt einige Säugetierarten aus dem Bestand des Zoos:

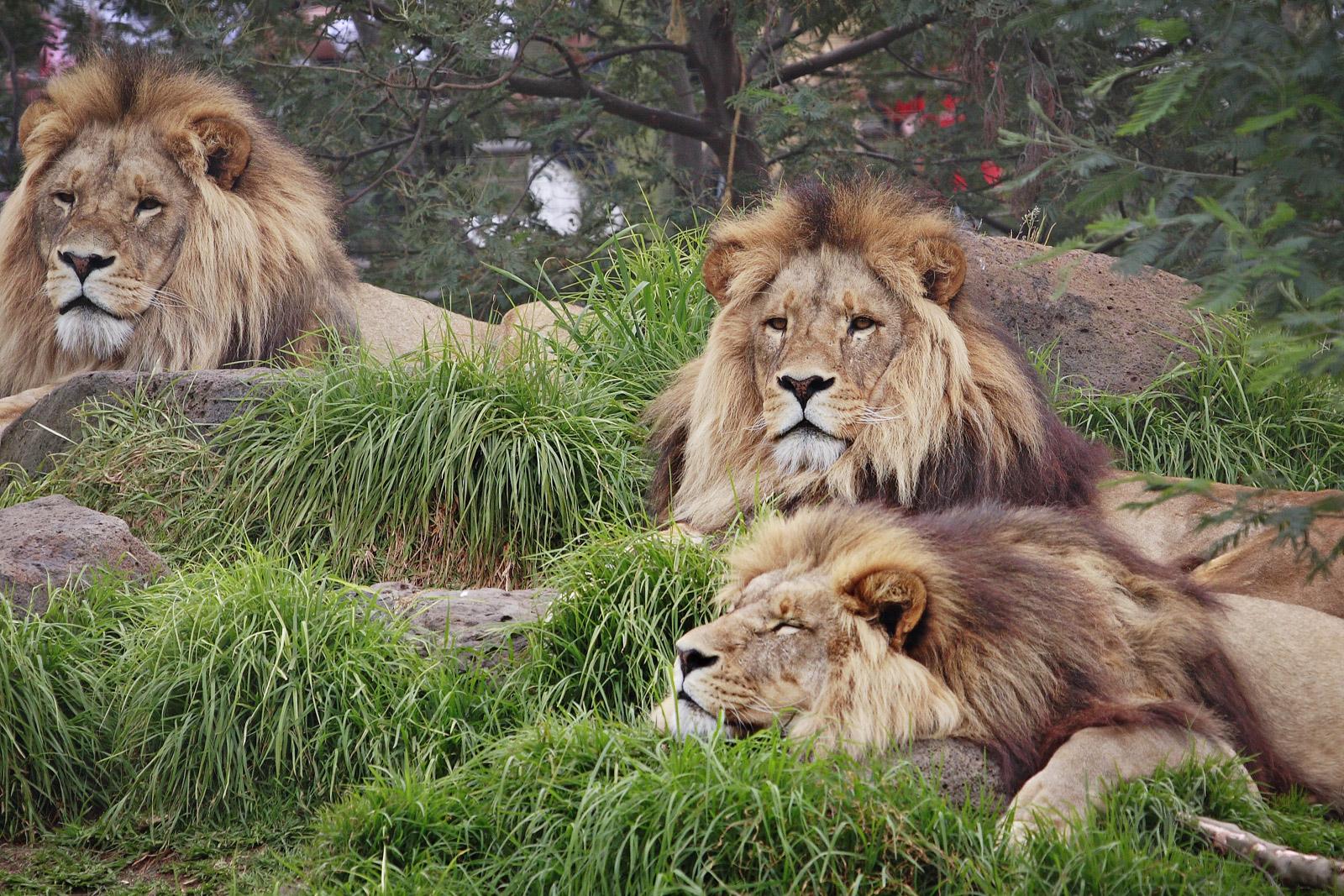
Gruppe männlicher Löwen (Panthera leo)
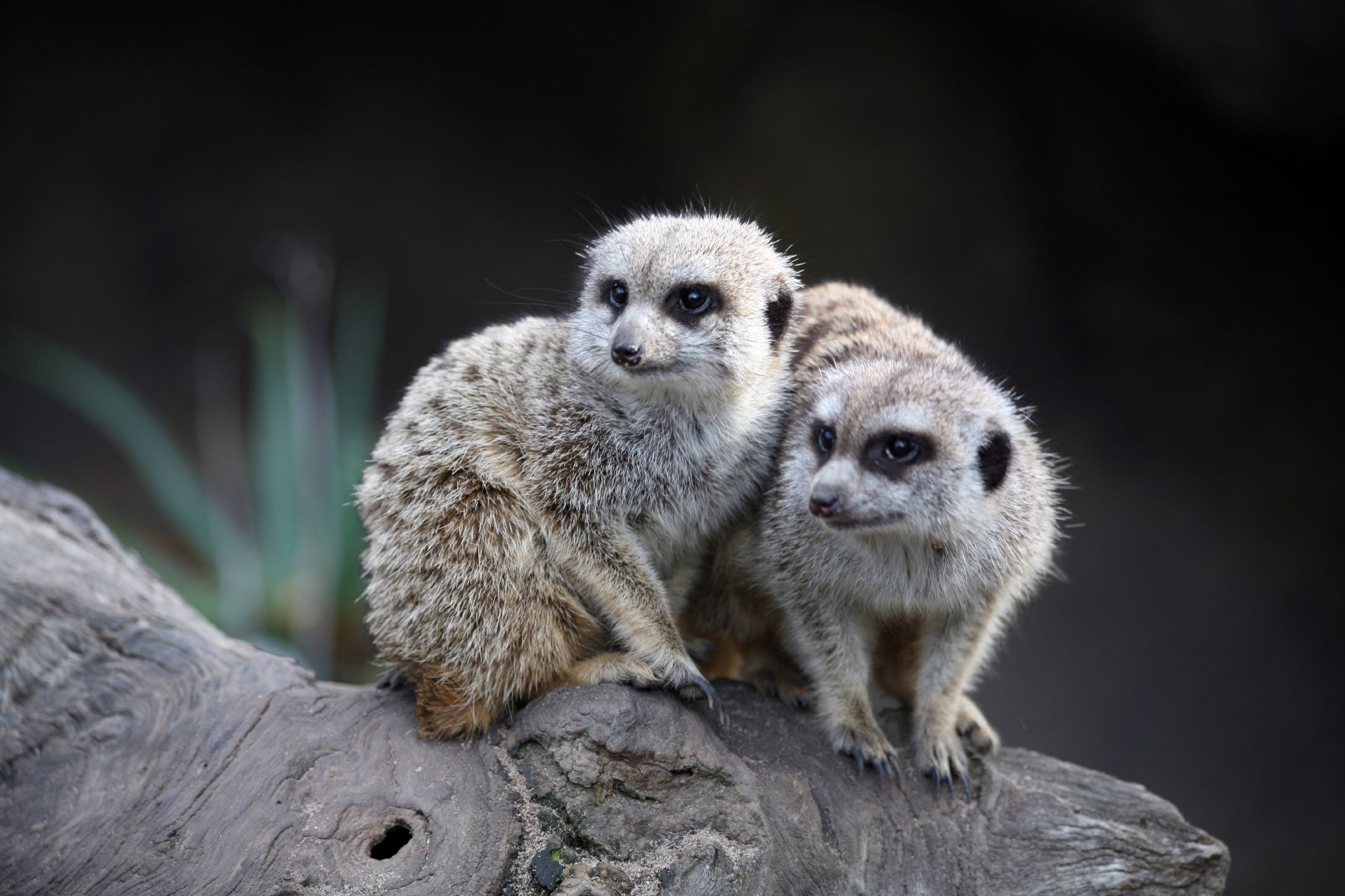
Erdmännchen (Suricata suricatta)
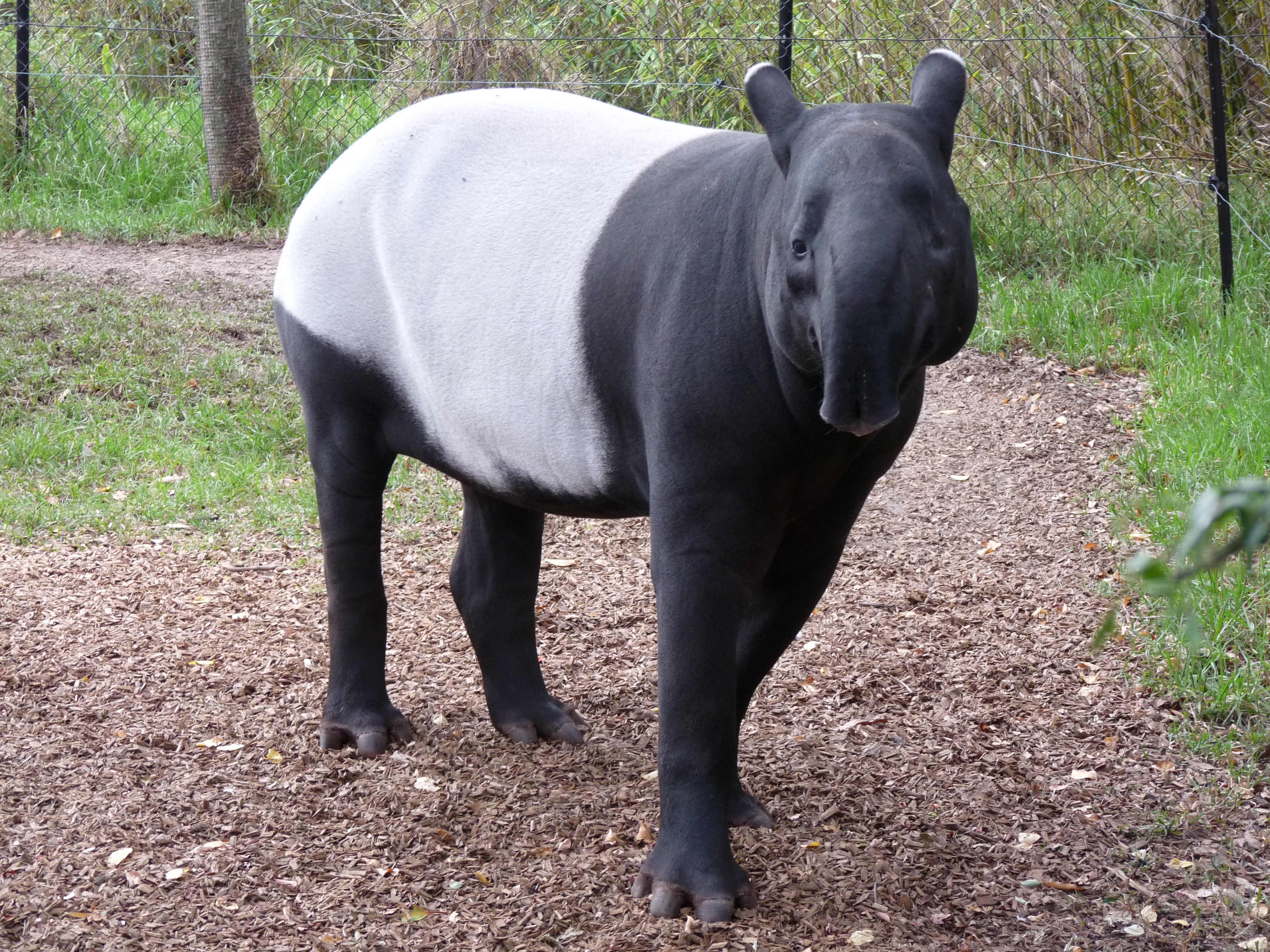
Schabrackentapir (Tapirus indicus)
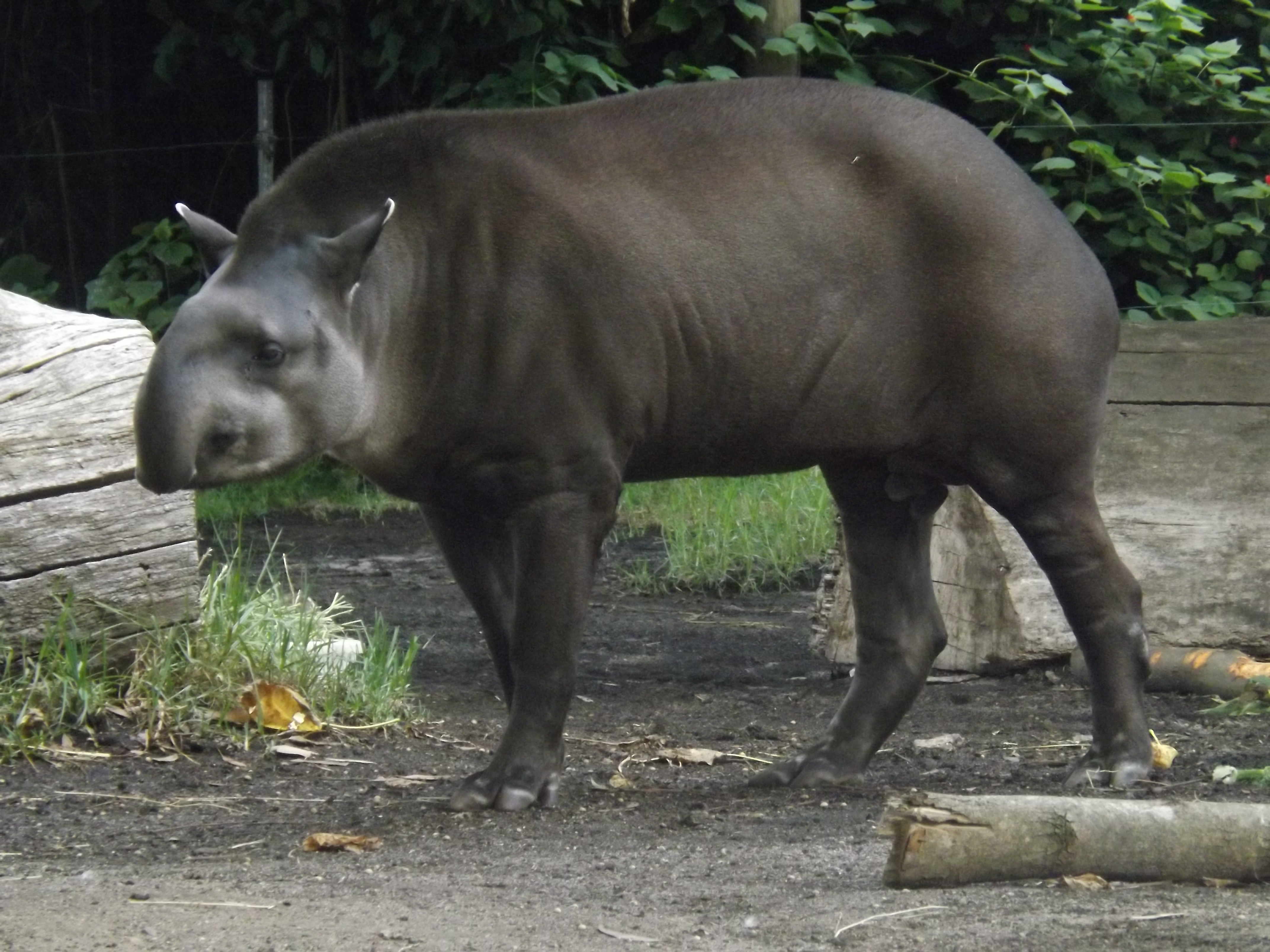
Mittelamerikanischer Tapir (Tapirus bairdii)
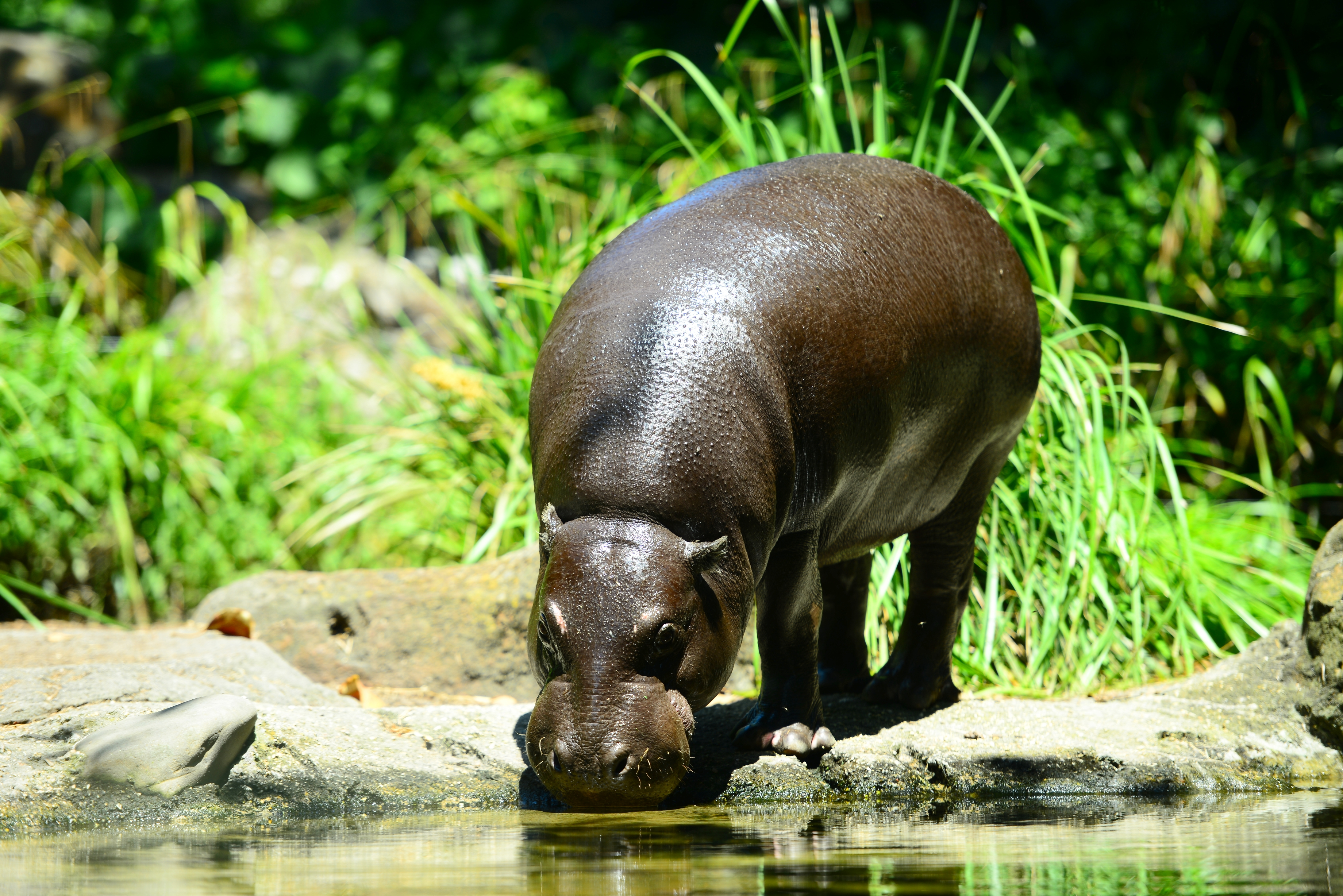
Zwergflusspferd (Choeropsis liberiensis)
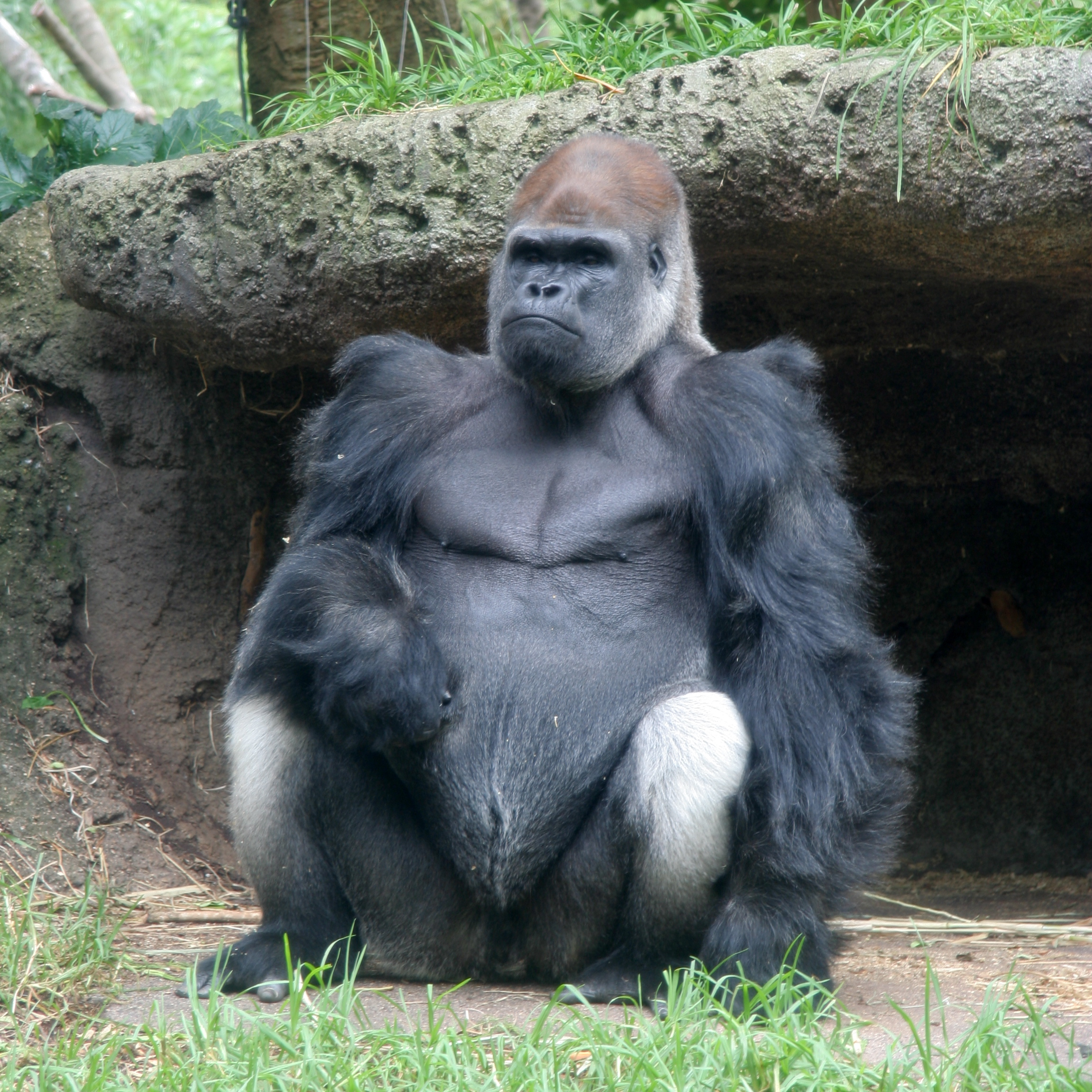
Westlicher Gorilla (Gorilla gorilla)

## Arterhaltungsprogramme
Der Melbourne Zoo beteiligt sich an insgesamt 27 Arterhaltungsprogrammen, die sich alle auf Tierarten des australischen Kontinents beziehen (Stand 2022). Es werden Säugetier-, Reptilien-, Amphibien- und Vogelarten gefördert. Unter den Säugetierarten zählen dazu beispielsweise die folgenden: Tasmanischer Teufel (Sarcophilus harrisii), Tasmanischer Langnasenbeutler (Perameles gunnii), Hörnchenbeutler (Gymnobelideus leadbeateri), Bergbilchbeutler (Burramys parvus) sowie die zu den Australischen Mäusen zählenden Pseudomys novaehollandiae und Pseudomys fumeus.